# Montanha da Mesa
A montanha da Mesa, denominação traduzida do africânder Tafelberg ou do inglês Table Mountain,  é uma grande montanha de cume plano que domina a paisagem da Cidade do Cabo, na África do Sul. É representada na bandeira, no escudo e nos documentos oficiais da cidade. É também uma importante atração turística acedida pelo visitantes, seja pelo teleférico, seja por meio de caminhadas. Faz parte de um parque nacional que leva seu nome.

## Características
A característica principal da montanha da Mesa é o planalto de aproximadamente 3 km de comprimento, cercado de altos cabeços. Estende-se do chamado Pico do Diabo a leste até à Cabeça do Leão a oeste, compondo o anfiteatro natural que circunda a Baía da Mesa. Atinge a altitude de 1084,6 m próximo à sua extremidade oriental. Foi assinalada em 1865 por um marco de pedra, o Maclear's Beacon, colocado por ocasião de um levantamento topográfico a 19 metros de altura, acima do lado ocidental, onde fica a estação do teleférico.
Entre os desfiladeiros abre-se a garganta de Platteklip, que permite um acesso fácil ao cume e que foi também a rota utilizada pelo navegador português António de Saldanha na primeira ascensão documentada da montanha, em 1503. Foi também ele quem, em razão do cume extenso e plano, a denominou "montanha da Mesa", e quem talhou a cruz que ainda pode ser vista nas imediações da Cabeça do Leão.

## Galeria

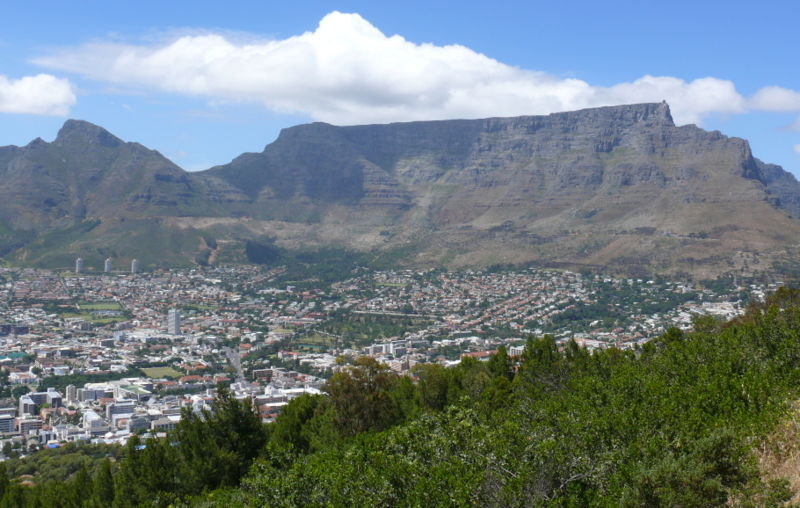
Vista de Signal Hill com o Pico do Diabo à esquerda.
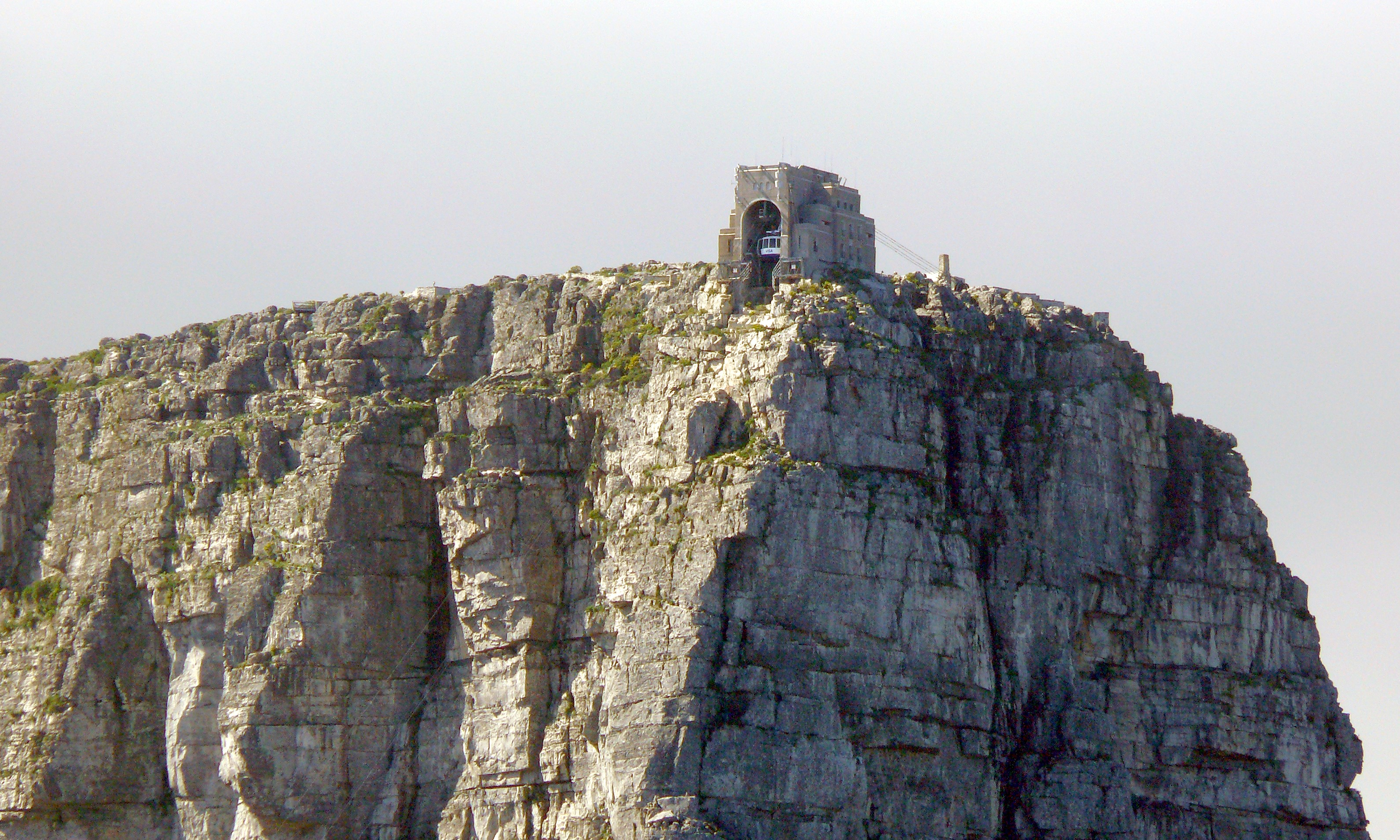
Estação superior do teleférico vista da Cabeça do Leão.
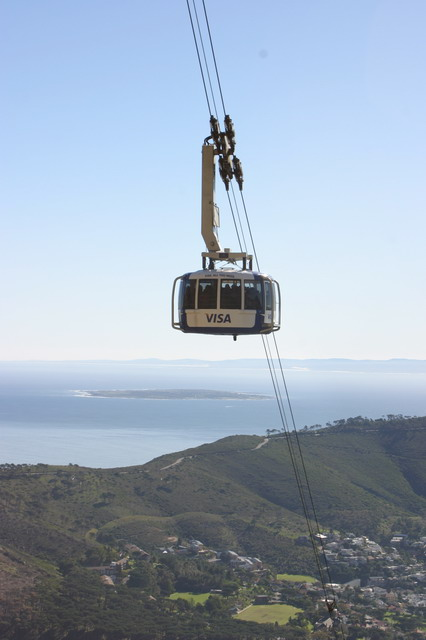
O teleférico com a ilha Robben ao fundo.
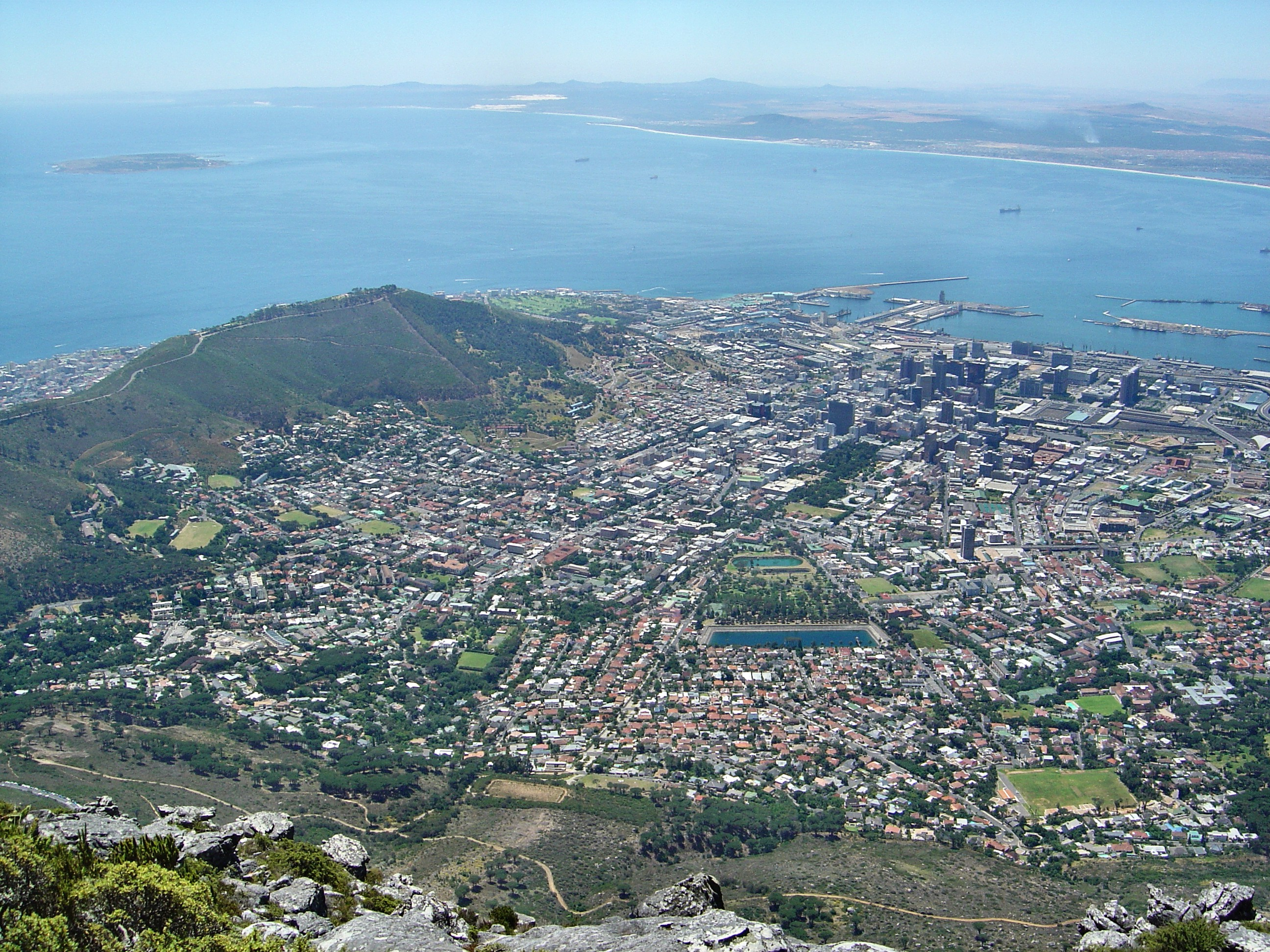
Cidade do Cabo vista da estação superior do teleférico.
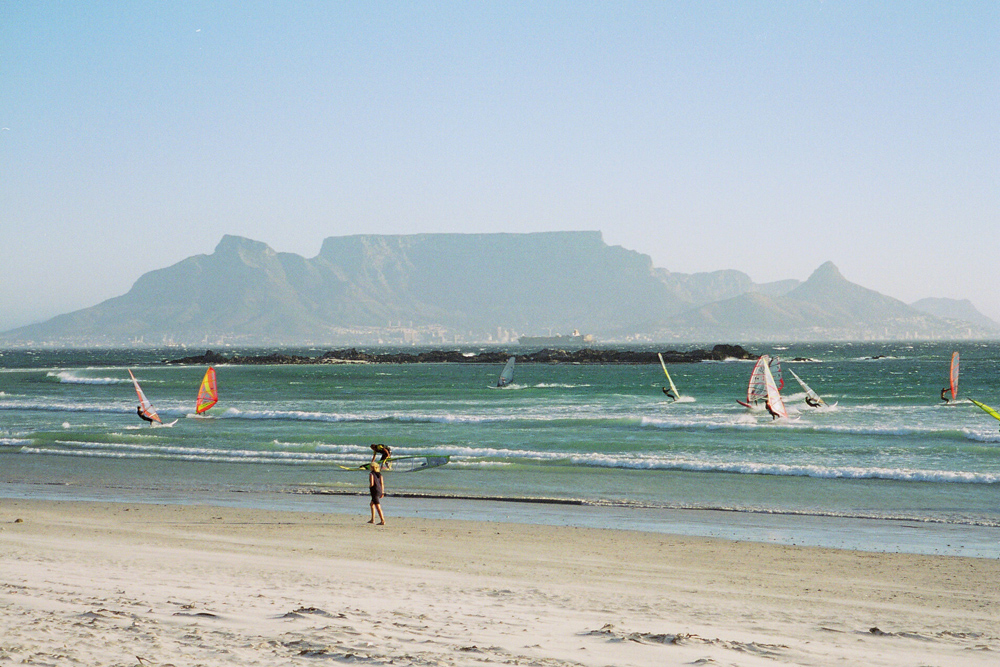
A montanha da Mesa e a Cidade do Cabo vistas a partir da praia de Bloubergstrand.
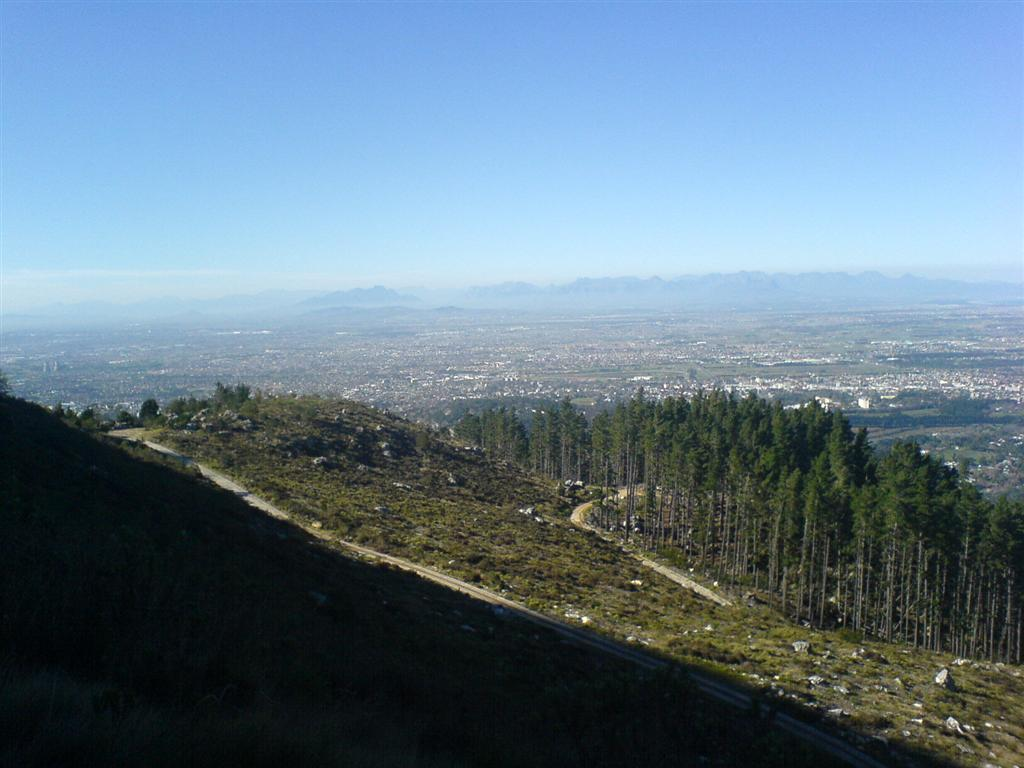
O acesso menos inclinado por Bridle Path.
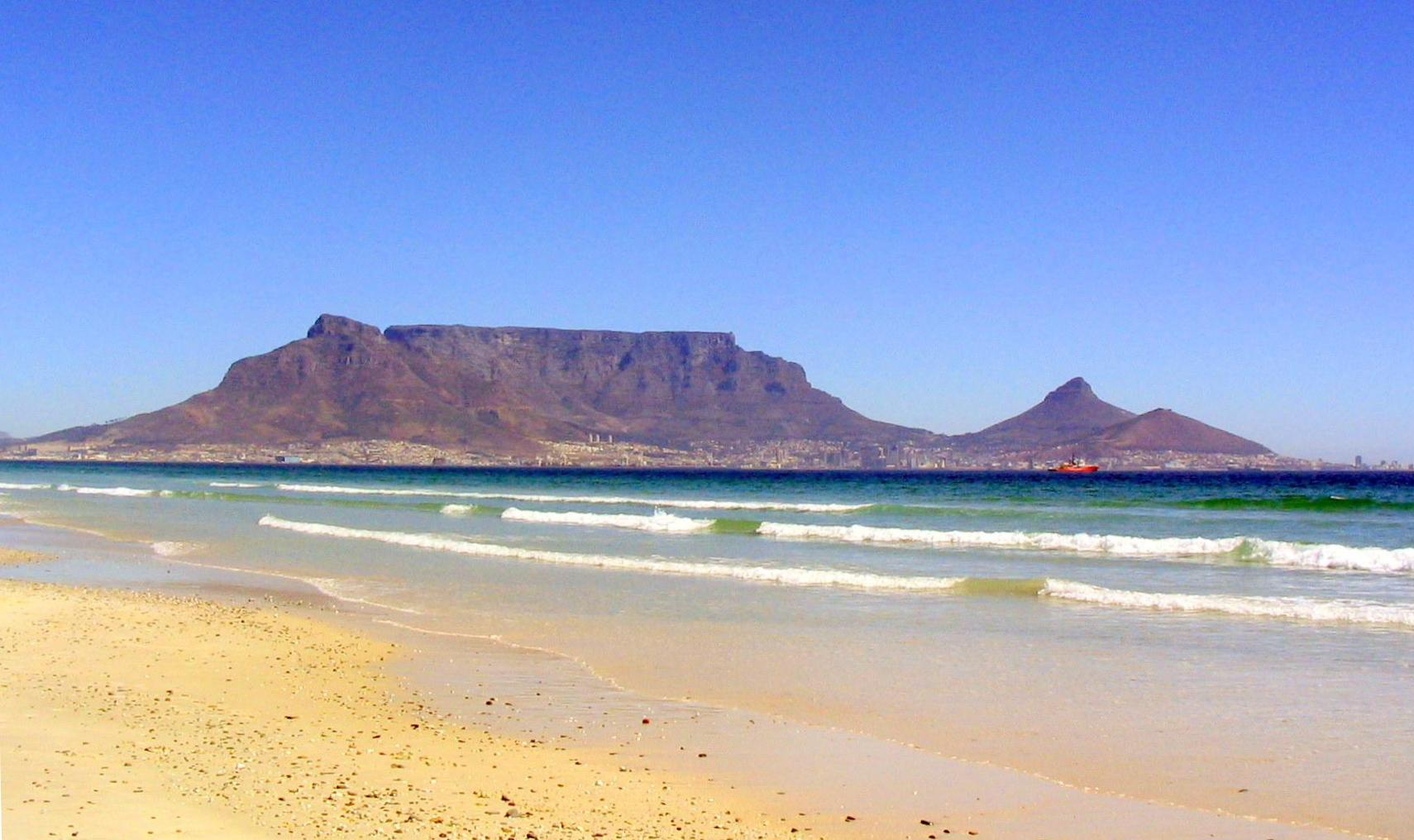
Praias da Cidade do Cabo e a montanha da Mesa.
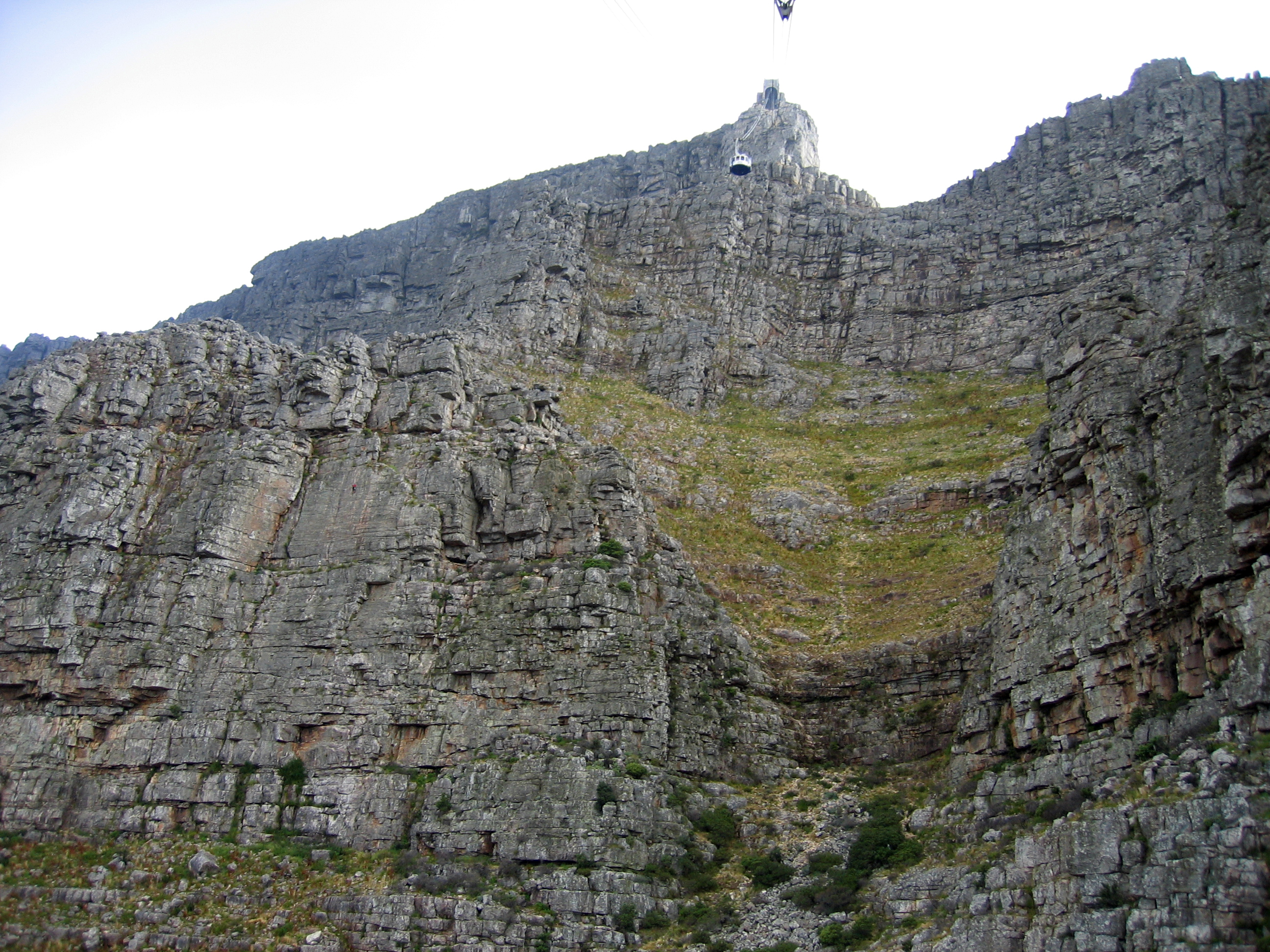
A estação superior do teleférico, tal como vista na subida.
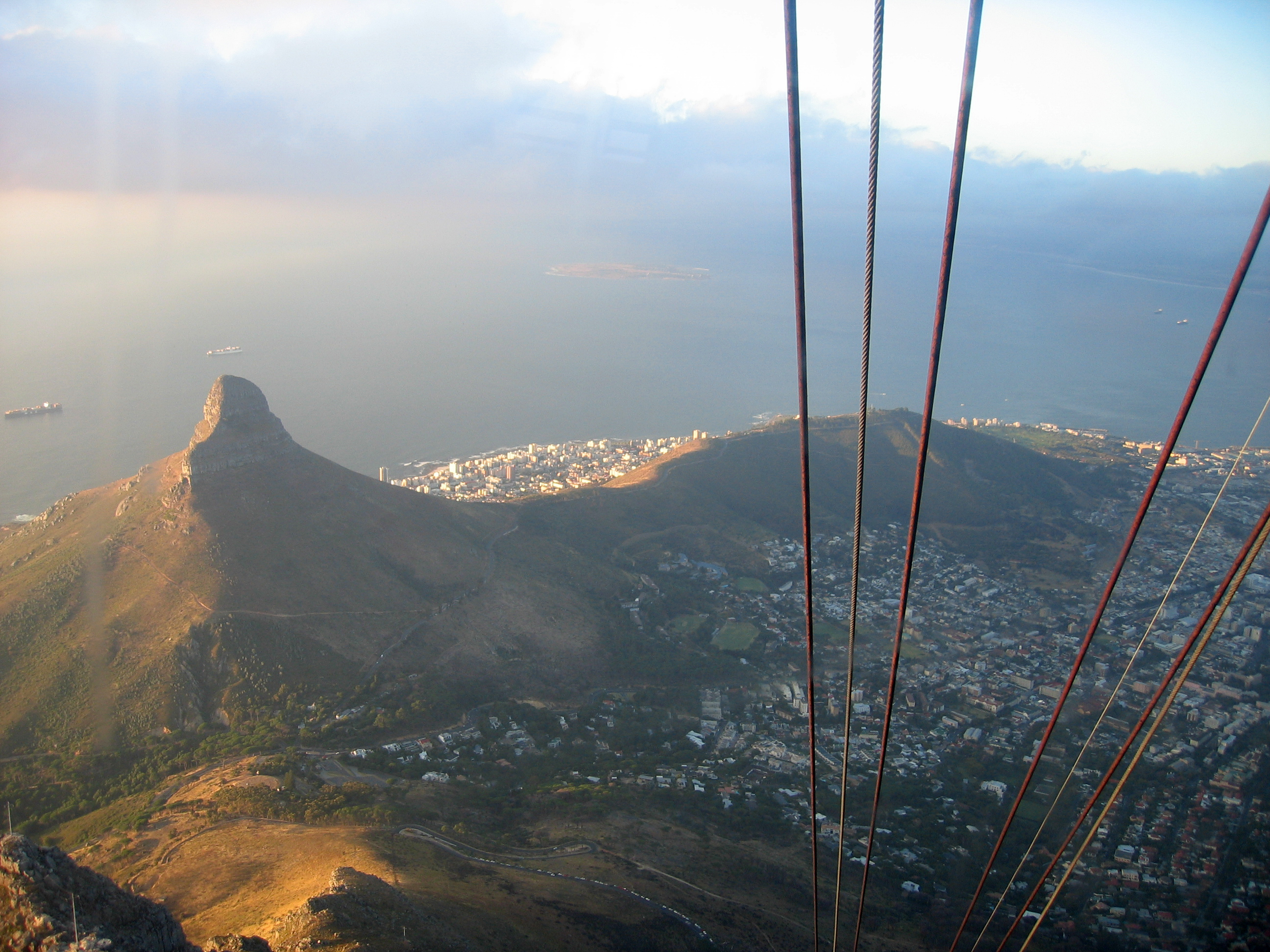
A Cabeça do Leão vista a partir do teleférico.